# Чжаосу
43°09′26″ пн. ш. 81°07′22″ сх. д. / 43.15717° пн. ш. 81.12282° сх. д.
Чжаосу (кит. 昭苏县, пін. Zhāosū Xiàn) — один із повітів КНР у складі Ілі-Казахської автономної префектури, СУАР. Адміністративний центр — містечко Чжаосу.

## Географія
Чжаосу у середньому розташовується на висоті близько 1890 метрів над рівнем моря у верхів'ях річки Текес. Південь повіту лежить в горах Тянь-Шань, північ — у межах пасма Кетмень.

### Клімат
Повіт знаходиться у зоні, котра характеризується вологим континентальним кліматом з теплим літом. Найтепліший місяць — липень із середньою температурою 15,8 °C. Найхолодніший місяць — січень, із середньою температурою -10,6 °С.
| Клімат повіту Чжаосу                               | Клімат повіту Чжаосу | Клімат повіту Чжаосу | Клімат повіту Чжаосу | Клімат повіту Чжаосу | Клімат повіту Чжаосу | Клімат повіту Чжаосу | Клімат повіту Чжаосу | Клімат повіту Чжаосу | Клімат повіту Чжаосу | Клімат повіту Чжаосу | Клімат повіту Чжаосу | Клімат повіту Чжаосу | Клімат повіту Чжаосу |
| Показник                                           | Січ.                 | Лют.                 | Бер.                 | Квіт.                | Трав.                | Черв.                | Лип.                 | Серп.                | Вер.                 | Жовт.                | Лист.                | Груд.                | Рік                  |
| Середній максимум, °C                              | −5,1                 | −3,1                 | 3,4                  | 13,5                 | 17,4                 | 20,3                 | 22,4                 | 22,8                 | 19,3                 | 12                   | 3                    | −3,3                 | 10,2                 |
| Середня температура, °C                            | −10,6                | −8,3                 | −1,7                 | 6,7                  | 10,8                 | 14                   | 15,8                 | 15,6                 | 11,9                 | 5,3                  | −2,4                 | −8,5                 | 4,1                  |
| Середній мінімум, °C                               | −15,3                | −13                  | −6                   | 1,5                  | 5,6                  | 8,8                  | 10,3                 | 9,8                  | 6                    | 0,3                  | −6,5                 | −12,8                | −0,9                 |
| Норма опадів, мм                                   | 6.7                  | 9.5                  | 16.5                 | 50.1                 | 81.7                 | 90.2                 | 91                   | 77.1                 | 44.2                 | 28.3                 | 18.8                 | 9.3                  | 523.4                |
| Вологість повітря, %                               | 71                   | 73                   | 74                   | 63                   | 63                   | 67                   | 67                   | 61                   | 58                   | 64                   | 72                   | 73                   | 67                   |
| -------------------------------------------------- | -------------------- | -------------------- | -------------------- | -------------------- | -------------------- | -------------------- | -------------------- | -------------------- | -------------------- | -------------------- | -------------------- | -------------------- | -------------------- |
| Джерело: Дані метеостанції №51437 (КНР, 1991-2020) |                      |                      |                      |                      |                      |                      |                      |                      |                      |                      |                      |                      |                      |